# Cleistanthus racemosus
Cleistanthus racemosus är en emblikaväxtart som beskrevs av Jean Baptiste Louis Pierre och John Hutchinson. Cleistanthus racemosus ingår i släktet Cleistanthus och familjen emblikaväxter. Inga underarter finns listade i Catalogue of Life.